# Johann Götz
Johann von Götzen (1599 Lüneburg – 5. březen 1645 Jankov) byl lüneburský šlechtic a polní maršál, který bojoval v průběhu třicetileté války. Po vypuknutí války se Götz přidal k armádě Falckého kurfiřtství, ale po prohrané bitvě u Desavy přeběhl na císařskou stranu. Získal hodnost polního maršála v Bavorském kurfiřtství i ve Svaté říši římské, a to mimo jiné za svou statečnost. Byl zabit 5. března 1645, když vedl do útoku císařskou jízdu v bitvě u Jankova.

## Vojenská kariéra
Johann baron z Götzenu se narodil v roce 1599 do šlechtické lüneburské luteránské rodiny. Po vypuknutí třicetileté války se přidal k armádě Falckého kurfiřtství, kde sloužil v jednotkách Petra Arnošta II. Mansfelda a zároveň neutrálním Spojeným nizozemským provinciím. V důsledku drtivé porážky Mansfelda v bitvě u Desavy přeběhl k císařským jednotkám. V roce 1626 se podílel na okupaci Pomořanského vévodství a o dva roky později získal velení nad ostrovem Rujána. V roce 1628 participoval na neúspěšném obléhání Stralsundu, který odmítl dodržovat Franzburskou kapitulaci. Vstup Švédska do války v roce 1630 vedl ke ztrátě Pomořanska. Götzenovy jednotky ale na krátký čas v oblasti zůstaly a vymáhaly od místního obyvatelstva peníze a prostředky pod pohrůžkou páchání násilí. Zdá se, že Götz odešel z armády po propuštění Albrechta z Valdštejna ve stejném roce.
13. dubna 1632 povolal císař Ferdinand II. Valdštejna opět do funkce náčelníka štábu. Valdštejn provedl kompletní reorganizaci císařské armády a povolal Götze zpět do aktivní služby. 6. listopadu 1632 vedl Götz jízdní divizi v bitvě u Lützenu. V roce 1633 byl povýšen do hodnosti generála. V důsledku Valdštejnovy vraždy byl Götz umístěn pod vedení Matyáše Gallase a záhy se vyznamenal v bitvě u Nördlingenu (1634). V roce 1635 stanul před vojenským soudem pro svoje špatné výkony ve slezském tažení a pro své předchozí spojení s Valdštejnem. Jeho pověst zkušeného a statečného velitele mu ale následujícího roku vynesla ve službách Bavorského kurfiřtství hodnost polního maršála, čímž nahradil Josta Maxmiliána von Bronckhorst-Gronsfeld. Bavoři následně pustošili Hesensko-Kasselsko, aniž by však byli schopni zvrátit patovou situaci z Hesenské války. V lednu 1637 Bavoři posílili císařskou blokádu města Koblenz a pevnosti Ehrenbreistein. Francouzská posádka, která pevnost bránila byla izolována již od srpna 1635. Byly zhaceny dva pokusy o zásobování obránců a 195 přeživších z původních 2 000 nakonec 28. června 1637 kapitulovalo výměnou za volný průchod do svých domovů. V březnu 1637 odešel Götz společně s Melicharem z Hatzfeldu ze severního Německa, nicméně po císařské porážce v bitvě u Rheinfeldenu byl požádán, aby se vypořádal s hrozbou v podobě invaze Bernarda Sasko-Výmarského do Černého lesa.
Götz shromáždil u Rottweilu 13 500 mužů s cílem ulehčit městu Breisach společně s Karlem Lotrinským, jehož 5 000 mužů se muselo vyhýbat početně silnějším francouzským jednotkám v departmentu Franche-Comté. V červnu 1638 se Götz objevil severně od Breisachu a rozhodl se nezaútočit na Bernarda přímo, ale stočil své vojsko směrem k Alsasku v naději, že zajme místní francouzské jednotky. Francouzi se ale odmítli podřídit a zatlačili Götze zpět k Offenburgu, kde se přidal k jednotkám Frederica Savelliho čítajícím 2 500 vojáků. Götzova armáda přepravovala zásoby na člunech u Rheinau, zatímco Bernard oddělil 11 400 mužů z obléhací linie a pohyboval se s nimi skrz Kenzingen a Lahr. Už 8. srpna hlásili Götzovi zvědové, že se armáda blíží. Ten umístil svoje dělostřelectvo na kopec Schuttern a se zbytkem armády držel příkop mezi kopcem a vesnicí Freisenheim. Následující bitva u Wittenweiheru byla jen krátkou potyčkou, protože poté co si Bernard uvědomil, že nepřítel má výhodu terénu, začal rychle ustupovat. Mezitím postupovaly dvě třetiny armády pod vedením Saveliho společně se zásobovací kolonou směrem k Wittenweiheru. Saveli však nepřijal nezbytná opatření a kolona byla spatřena brzy poté, co se vynořila z Kaiserwaldského lesa. Saveli byl dezorientovaný kombinací dělostřelecké palby a palby z mušket a byl poražen během útoku kavalérie, který záhy následoval. Götz dorazil právě včas, aby zabránil úplnému kolapsu armády. Přesto byla bitva u Breisachu pro císařské katastrofou. Pod bavorskými barvami zůstalo pouze 3 000 mužů, a to zpravidla těch, kterým se podařilo včas uprchnout do Offenburgu. Zbytek armády byl pobit, zajat nebo desertoval a nepříteli se dostalo do rukou asi 3 000 vozů s proviantem a municí. Saveliho konexe u dvora jej zachránily před vojenským soudem, ale bavorská morálka silně poklesla. Karel Lotrinský a Götz se pokusili prolomit obležení Breisachu ještě dvakrát (15. září a 22. listopadu), ale v obou případech neuspěli kvůli nedostatku koordinace v Karlově části armády. 19. prosince 1638 Breisach padl a Savelli si z Götze udělal obětního beránka a nechal jej zatknout.
Götz byl prohlášen za nevinného, v srpnu 1640 byl propuštěn a vrátil se do císařské služby jako polní maršál. V roce 1643 operoval ve Slezsku a o rok později se přesunul do Uher, kde bojoval proti armádě Jiřího Rákócziho. V roce 1645 byl znovu povolán do Čech, které čelily švédské invazi. 5. března 1645 byl zabit salvou z mušket, když velel císařské jízdě během bitvy u Jankova. Je pohřben v pražském Emauzském klášteře.
Götzovy akce u Breisachu obhajuje hlavní hrdina knihy Simplicius Simplicissimus spisovatele Hanse Jakoba Christoffela von Grimmelshausen, který se těchto operací účastnil jako voják.